# 董棕
董棕（学名：Caryota urens）为棕榈科鱼尾葵属下的一个种。是植物界种子植物门单子叶植物纲中“体格最强壮”者。主产於东南亚热带，包括斯里蘭卡、緬甸和馬來西亞。另外中国云南、廣西等地有少量分部，是热带北缘代表树种之一。董棕树体高大，幹型笔直，枝、叶造型优美，為著名观赏树种。另集多种用途于一身，在科研、经济上具极高价值，被列为国家的二级保护植物。

## 習性
董棕高可達30多公尺，径粗則60公分左右。自然状态下董棕可存活40-50年，30-35年可开花结果，越健壯者越能開花結果。人工引种栽培植株較為矮小，15-20年即能开花结果。

## 用途
董棕木质坚硬，可制水槽、水車。茎干内含大量淀粉，可製西谷米。幼樹莖尖則可做為蔬菜食用。葉鞘纖維堅韌，可製棕繩、蓑衣、掃帚等等日常用品。

## 圖片

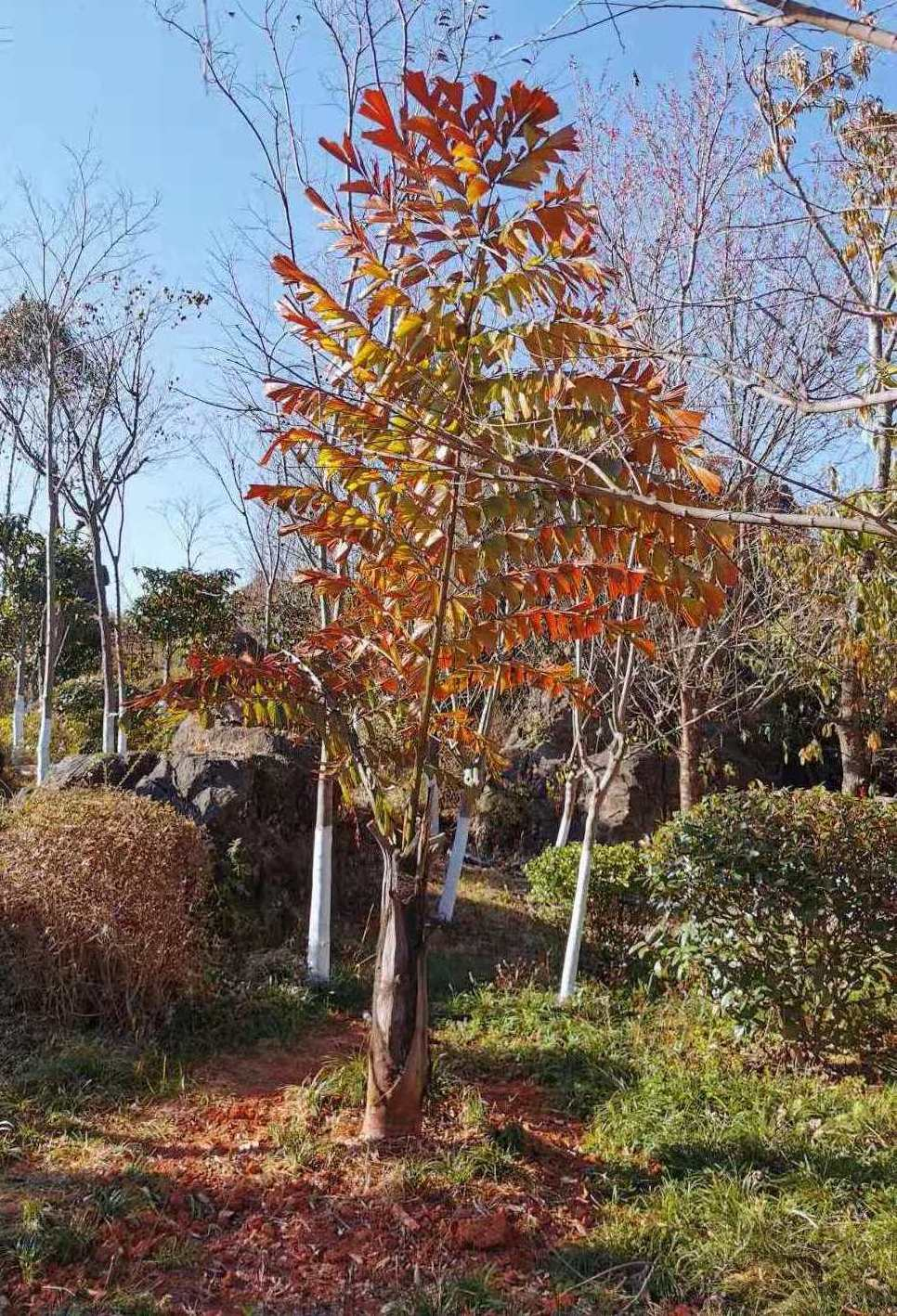
冬天的董棕。雲南石林
冬天的董棕。雲南石林
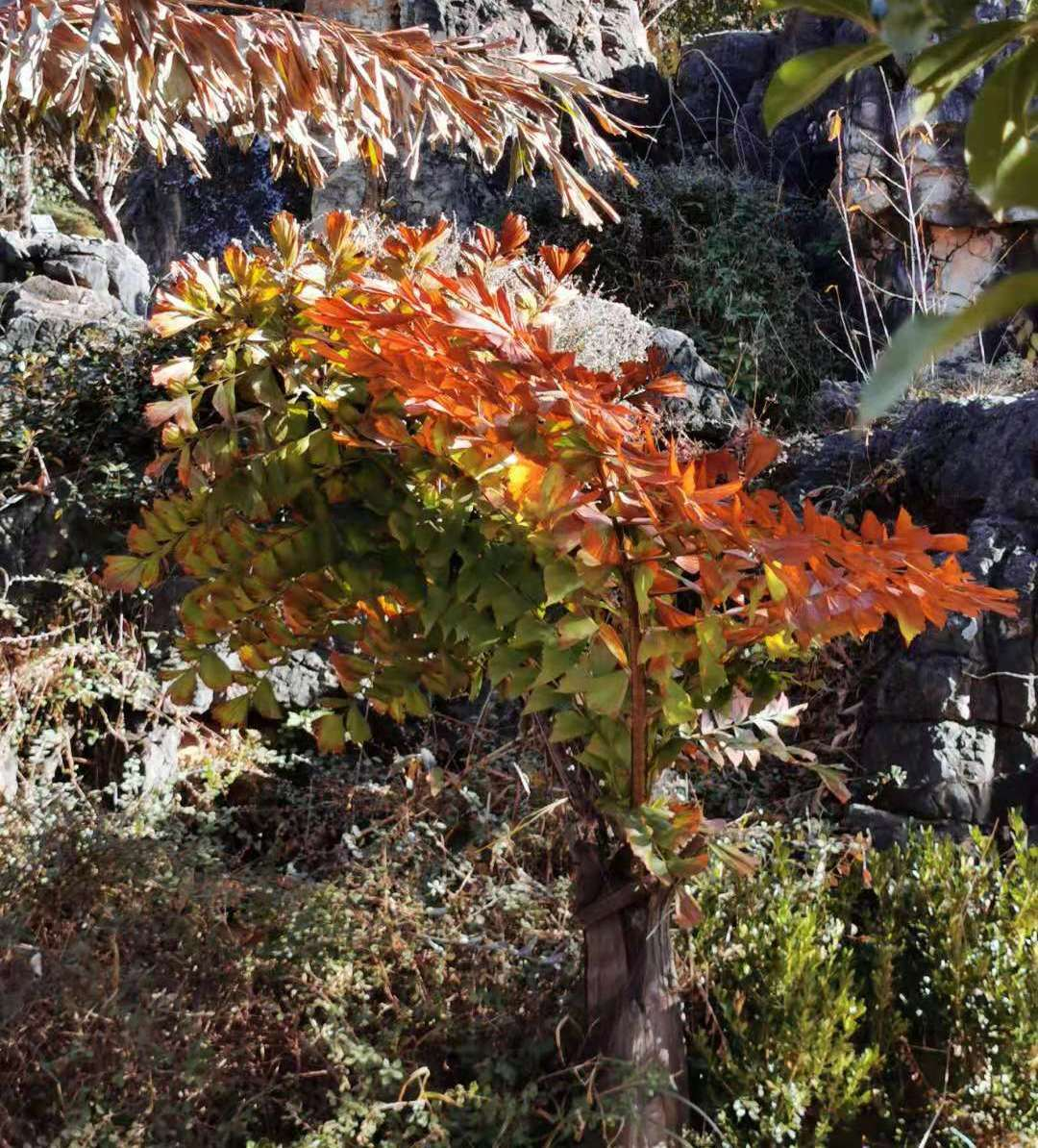
冬天的董棕。雲南石林